# Garypus californicus
Garypus californicus is een bastaardschorpioenensoort uit de familie van de Garypidae. De wetenschappelijke naam van de soort is voor het eerst geldig gepubliceerd in 1909 door Banks.